# Паша хамам
Паша хамам (на гръцки: Πασά Χαμάμ; на турски: Pasha Hamam) е стара турска баня от XVI век в град Солун, Гърция. Намира се в пресечка на улиците „Пиниос“, „Андреас Калвос“ и „Панайотис Карадзас“, в близост до църквата „Свети Апостоли“.
Тя е построена през десетилетието от 1520 до 1530 година от Джезери заде Коджа Кесим паша, един от везирите на султаните Баязид II и Селим I, който е бил назначен за управител на Солун, когато на престола се възкачва Сюлейман Великолепни. В същото време, Касим паша преобразува църквата „Свети Апостоли“ в джамия. Първоначално банята е класическа, а по-късно след допълнения става двойна (чифте хамам), като допълнението става мъжка баня, а старите помещения - женска. През 1977 година сградата е отчуждена от гръцкото правителство и работи до 1981 година под името бани „Финикс“ - последната обществена баня в Солун. Хамамът е обявен за историческо наследство и след рехабилитация е място за излагане на археологически находки, открити по време на строежа на Солунското метро.